# ثنائي المعدن

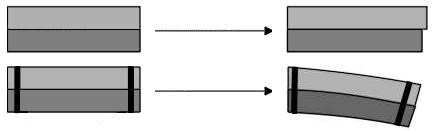
شكل يوضح كيفية تمدد ثنائي المعدن وانحنائه مع زيادة درجة الحرارة

ثنائي المعدن (بالإنجليزية: Bimetallic strip)‏ هو عبارة عن معدنين مختلفين متصلين ببعضهما البعض على شكل طبقتين. وهو خلاف السبيكة التي يتم فيها خلط المعادن المختلفة ببعضها.
تستخدم فكرة ثنائي المعدن في استغلال التغير في درجات الحرارة لتحويلها إلى حركة ميكانيكية. حيث أن المعدنين المختلفين يكون لهما معامل تمدد حراري مختلف، عند ارتفاع درجة الحرارة يبدأ المعدن ذو معامل التمدد الحراري الأقل في التمدد ولكن نطاق تمدده محدود لارتباطه بالمعدن ذي معامل التمدد الحراري الأعلى فيبدأ بالانحناء، وعند انخفاض درجة الحرارة إلى الوضع الطبيعي يعود إلى وضعه الأصلي. يمكن استخدام هذه الآلية كمحرار لقياس درجة الحرارة وكمنظم للحرارة في الثلاجات وغيرها.

## الاستخدامات
يدخل في صناعات عديدة ومنها:
- ميزان الحرارة Bimetallic Thermometers أو ما يعرف بميزان الترمومتر ثنائي المعدن.

## انظر ايضًا
- (مزدوج معدني- Bi-metal)